# Домнино (Владимирская область)
Домнино — деревня в Меленковском районе Владимирской области России, входит в состав Ляховского сельского поселения.

## География
Деревня расположена в 4 км на запад от центра поселения села Ляхи и в 16 км на восток от райцентра города Меленки.

## История
Село Домнино до 1764 года принадлежало Троице-Сергиеву монастырю, оно было приложено в этот монастырь вместе с деревней Зеховой царем Федором Ивановичем в 1588 году. В писцовых книгах Троицких вотчин 1593 года значится церковь Илии пророка с приделом Николая Чудотворца. Домнино как село упомянуто в раздельной записи 1574 года. По ревизии 1742 года в селе Домнине числилось 103 мужчины. В 1782 году бывшая в Домнине церковь сгорела и вместо неё к 1785 году построена новая деревянная церковь. В 1862 году эта церковь была разобрана и частично из старого, а частично из нового материала построена в Домнине вновь деревянная церковь. Престолов в ней было два: во имя святого пророка Илии и Святого Николая Чудотворца. В конце XIX века приход состоял из села Домнина, селец Салы, Панова, Венедеевки и деревень: Левенды, Крутой, Славцева, Дубцов, Кузнецов, в которых по клировым ведомостям числилось 2260 мужчин и 2449 женщин. В селе Домнине имелась церковно-приходская и земская школы.
В конце XIX — начале XX века село входило в состав Ляховской волости Меленковского уезда.
С 1929 года село входило в состав Больше-Сальского сельсовета в составе Ляховского района. С 1963 года в составе Меленковского района Владимирской области, позднее — в составе Толстиковского сельсовета.

## Население
| 1859 | 1897 | 1905 | 1926 | 2002 | 2010 | 2021 |
| ---- | ---- | ---- | ---- | ---- | ---- | ---- |
| 326  | ↗514 | ↗744 | ↗894 | ↘26  | ↘12  | ↘7   |